# مغارة ماترومانيا
مغارة ماترومانيا (بالإيطالية: Grotta di Matromania)‏ هو كهف طبيعي كبير يقع على الساحل الشرقي لجزيرة كابري في إيطاليا، ويبلغ طوله حوالي 27 مترًا وعرضه 18 مترًا وارتفاعه 18 مترًا.